# Бахшалиев, Бахшали Гасанали оглы
Бахшали́ Гасанали́ оглы́ Бахшали́ев (азерб. Baxşəli Həsənəli oğlu Baxşəliyev; 20 августа 1920, Барда, Джеванширский уезд — 12 ноября 1987, Баку) — азербайджанский советский государственный деятель, министр финансов Азербайджанской ССР (1970—1987), депутат Верховного Совета Азербайджанской ССР 8—11 созывов.

## Биография
Родился 20 августа 1920 года в Барде в семье крестьянина. Окончил Всесоюзный заочный финансовый институт.
Трудовую деятельность начал с 1937 года. С 1940 года являлся старшим инспектором, главным бухгалтером, контролером-ревизором финансового отдела Бардинского района. В 1954 году был переведен на должность старшего контролёра-ревизора центрального аппарата Министерства финансов Азербайджанской ССР.
В последующие годы занимал должности начальника отдела контрольно-ревизионного управления Министерства финансов Азербайджанской ССР, начальника республиканского управления Госстраха Азербайджанской ССР.
С 1958 года член КПСС. Член ЦК КП Азербайджана.
С 1968 года являлся первым заместителем министра финансов Азербайджанской ССР.
Министр финансов Азербайджанской ССР (1970—1987).
Будучи министром финансов Республики, проявил себя умелым руководителем, инициативным государственником, способным организатором. Ему принадлежит большая заслуга в формировании и совершенствовании финансовой и бюджетной системы Республики, усилении финансовой дисциплины и в целом в социально-экономическом развитии страны. Благодаря его всесторонним знаниям и неустанной деятельности финансовая, страховая и кредитная система Азербайджанской ССР достигла больших успехов, заняв передовые позиции в пределах СССР, а Министерство финансов Азербайджанской ССР неоднократно награждалось переходящим Красным Знаменем и объявлялось победителем социалистического соревнования. Ему также принадлежит большая заслуга в деле подготовки высококвалифицированных финансистов Республики.
Активно участвовал в общественно-политической жизни Азербайджанской ССР. 
Депутат Верховного Совета Азербайджанской ССР 8, 9, 10, 11 созывов (1971− 1985) от Чахырлинского избирательного округа №183. 
Как народный избранник пользовался большим авторитетом у трудящихся Республики.
3 ноября 1982 года присвоено почетное звание «Заслуженный экономист Азербайджанской ССР».

## Награды
- Орден Трудового Красного Знамени (дважды)
- Орден Дружбы народов
- Орден «Знак Почёта»
- медали